# Arum orientale
Arum orientale är en kallaväxtart som beskrevs av Friedrich August Marschall von Bieberstein. Arum orientale ingår i Munkhättesläktet och i familjen kallaväxter.

## Underarter
Arten delas in i följande underarter:
- A. o. longispathum
- A. o. orientale

## Bildgalleri

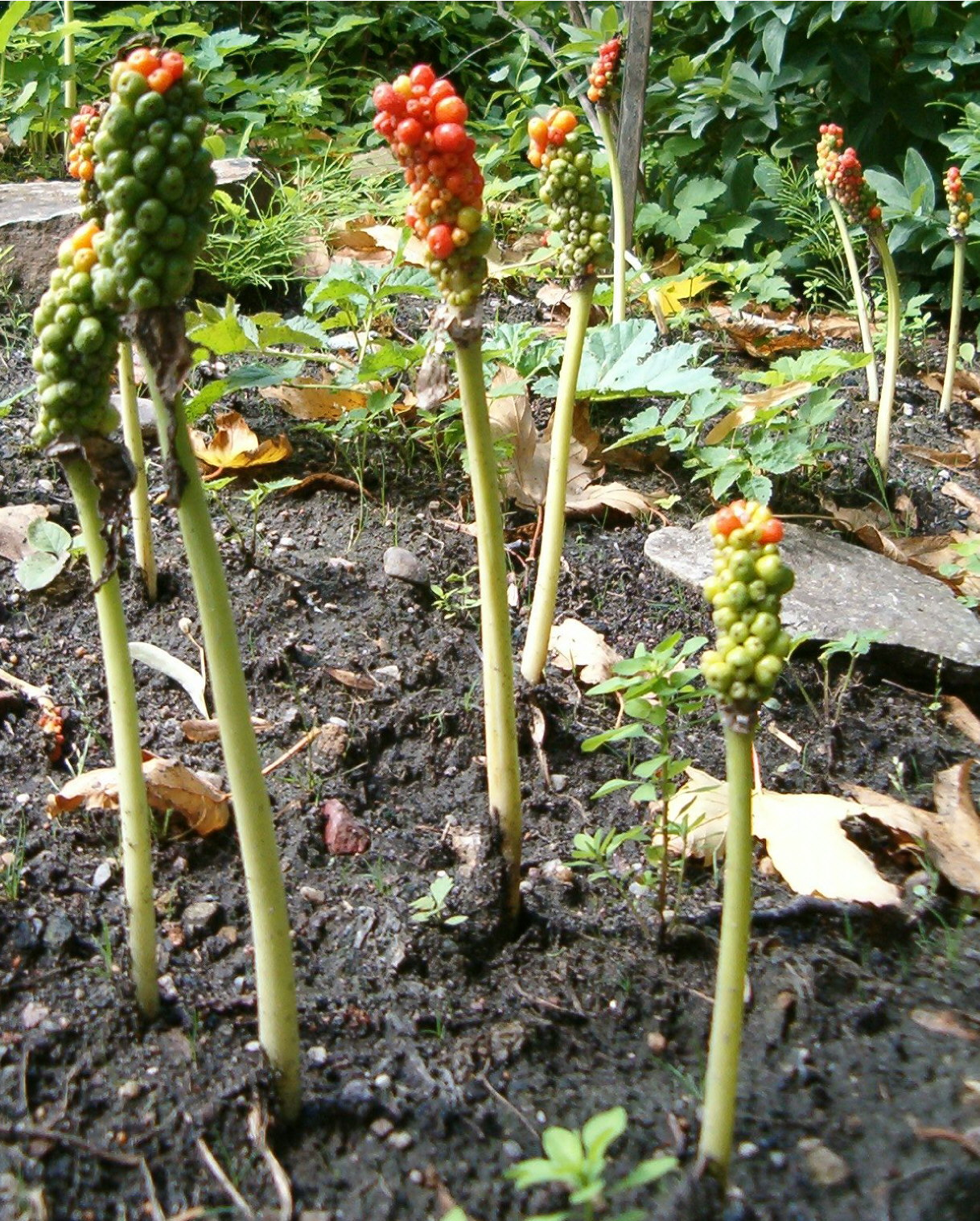